# 成人式

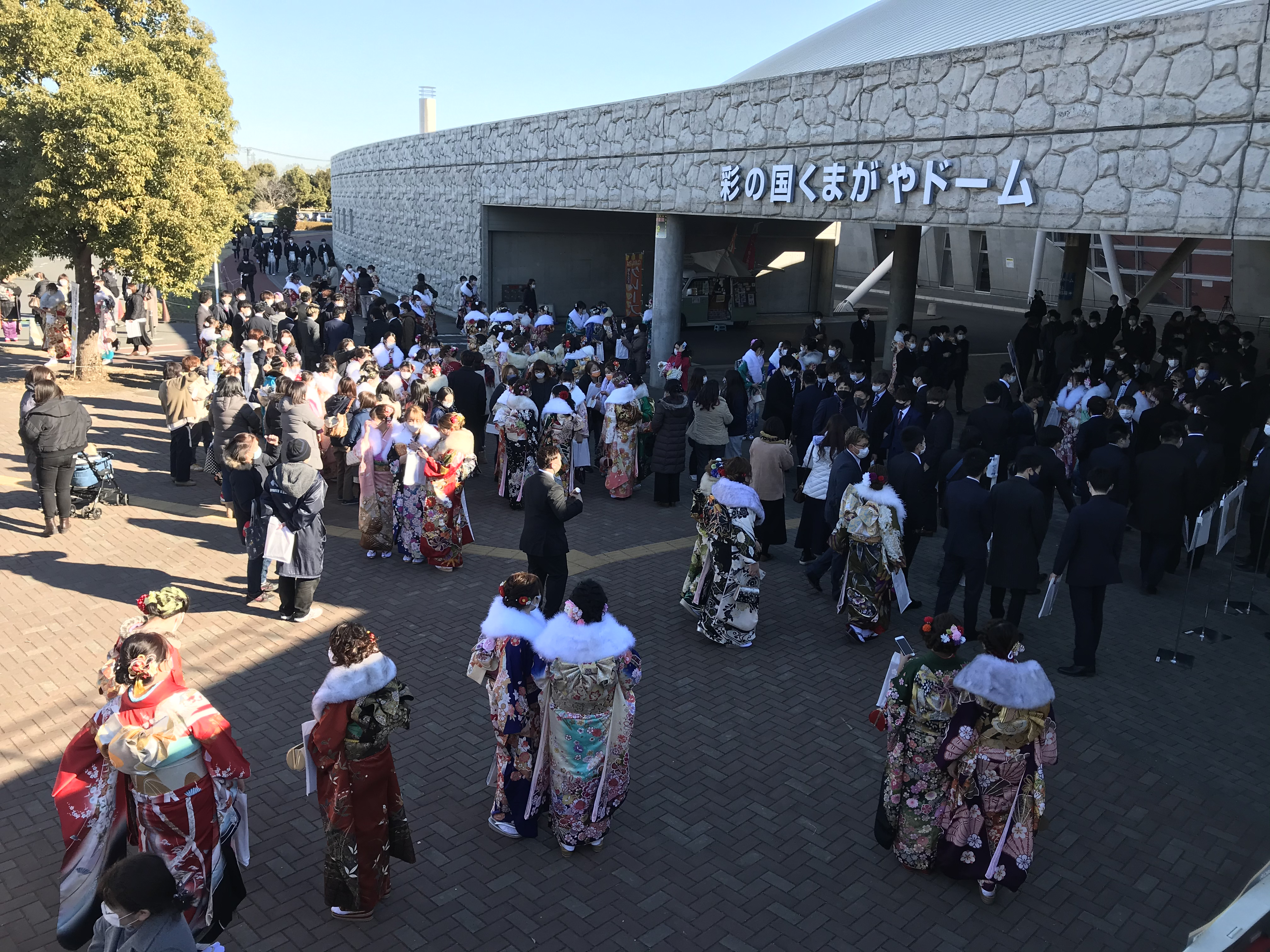
2021年、埼玉県熊谷市の成人式（熊谷スポーツ文化公園）

成人式（せいじんしき）とは、年度内に成人となる人々を学齢ごとに日本の各地方自治体が主に1月第2月曜日（成人の日）に激励・祝福する行事である。講演会を開いたり、記念品を贈ったりする。しかし、日本国政府の主催ではなく各地方自治体が自主的に行っているため、学齢方式はどこも同じだが成人の日以外に主催する自治体も存在する。
2022年（令和4年）4月1日に成年が20歳から18歳に引き下げられたものの、多くの自治体は引き続き20歳を対象に実施している。また、成年の引き下げに伴い、多くの自治体が名称を「成人式」から「二十歳のつどい」などに変更した（詳細は#成人年齢引き下げに伴う動きを参照）。
本節ではこのほか、成人式に類似したイベントについても取り上げる。

## 由来

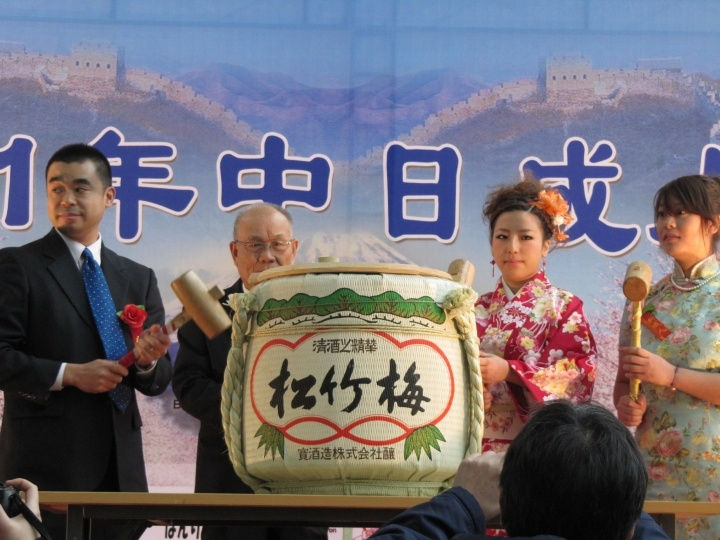
成人式で酒樽を開ける鏡開き（鏡抜き）式

成人を祝う儀礼は古くからあり、男子には元服・褌祝、女子には裳着・結髪などがあった。文化人類学や民俗学では、こうしたものを通過儀礼（イニシエーション）の一つとして扱う。皇族の成年式は、後述のとおり1909年から1947年まで行われていた。
日本における今日の形態の成人式は、第二次世界大戦の敗戦間もない1946年（昭和21年）11月22日、埼玉県北足立郡蕨町（現：蕨市）において実施された「青年祭」がルーツとなっているのが定説である。敗戦により虚脱の状態にあった当時、次代を担う青年達に明るい希望を持たせ励ますため、当時の埼玉県蕨町青年団長高橋庄次郎（のち蕨市長）が主唱者となり青年祭を企画、会場となった蕨第一国民学校（現：蕨市立蕨北小学校）の校庭にテントを張り、青年祭のプログラム「成年式」として行われた。この「成年式」が全国に広まり現在の成人式となった。蕨市では現在も「成年式」と呼ばれており、1979年（昭和54年）の成人の日には市制施行20周年、成人の日制定30周年を記念して同市内の蕨城址公園に「成年式発祥の地」の記念碑が同市によって建立された。
蕨町の「青年祭」に影響を受けた日本国政府は、2年後の1948年（昭和23年）に公布・施行された祝日法により、「おとなになったことを自覚し、みずから生きぬこうとする青年を祝いはげます」の趣旨のもと、翌1949年（昭和24年）から、1月15日を成人の日に指定した。それ以降、ほとんどの地方で成人式はこの日に行われるようになった。その後、1998年（平成10年）の祝日法改正（ハッピーマンデー制度）に伴って、2000年（平成12年）より、成人の日は1月第2月曜日へ移動している。なお、2018年近くの調査によって名古屋市、また宮崎県東臼杵郡諸塚村も発祥の地を名乗っている。

## 参加者

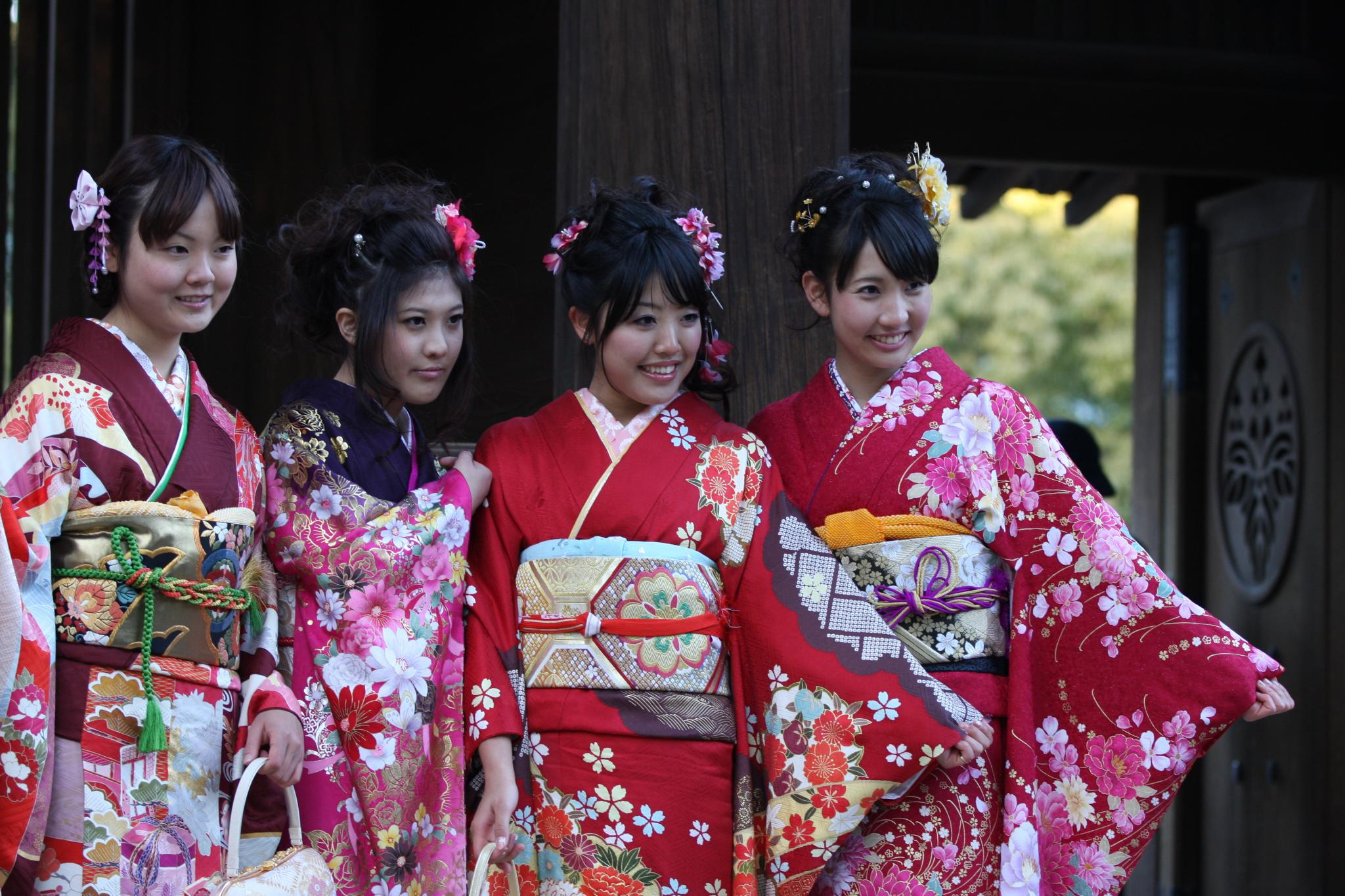
日本の成人式に参加する女性の服装の一例

成人式の参加対象となる成人は、本来は前年の「成人の日」の翌日からその年の「成人の日」までに誕生日を迎える人を祝う日とされている。しかし、最近（特にハッピーマンデー制度導入以降）は前年の4月からその年の3月に成人する人を式典参加の対象にする、いわゆる学齢方式が定着するようになっている。
年齢方式の場合、誕生日の遅い早生まれの人が他の参加者がほとんど見ず知らずの人になってしまったり、ハッピーマンデー制度によりその年の成人の日は19歳で翌年の成人の日は21歳になるケースがあることにより学齢方式に変更された経緯がある。
他に北海道札幌市と広島県広島市では、この1年間に20歳の誕生日を迎える人を成人式参加の対象者とする暦年方式が用いられていた。しかし、大学受験で1浪しただけで式典参加が困難になる場合が多いうえ、前年に他市町村で成人式の対象とならなかった人が翌年、進学や転勤で転入した場合、2年続けて参加できなくなるなど若者の不評が多かったことから、両市とも2000年以降は学齢方式に変更されている。
1960年代までは、新成人は半数以上が既に社会に出ている勤労青少年だったが、1970年代以降、大学・専門学校進学者（率）の増加や中卒・高卒就職者の減少から、新成人全体に占める在学者の割合も年々増加しており、現在に至っている。
総務省統計局（2019年12月31日）は、2020年1月における新成人の人口を122万人と推計。総人口に占める割合は10年連続で1％を下回った。
技能実習生や留学生などの外国出身者の参加も増加している。2020年、宮城県塩竈市では、インドネシア語、ベトナム語、英語、やさしい日本語の招待状を送った。2019年度の外国出身の参加者は全体の約6%で30人だった。

### 成人年齢引き下げに伴う動き
2022年に民法改正により成年（成人年齢）が18歳に引き下げられたが、18歳は概ね高校在学中で受験や就職活動があるなどの事情で、当該年度に20歳になった人を招待する等、従来の形式のままで行うと八王子市などは回答している。成人年齢と参加者の年齢の乖離にそなえ名称を変更する動きも出ている。
2023年に18歳を対象とした成人式を行ったのは、伊賀市（三重県）、国東市（大分県）、美郷町 (宮崎県)の3市町のみで、他の自治体ではすべて20歳を対象とした成人式を継続した。このうち、国東市は2023年5月に18歳成人式を開催したものの、出席者から不満の声が上がり、2024年には早くも20歳成人式に戻した。伊賀市では2021年10月に市内の高校生が18歳成人式に反対する署名活動を展開し7500人分を集めたものの、18歳成人式を決めた市長の岡本栄は「これが大人になること」、「自覚を促していかなければいけない」などと述べて取り合わなかった。同市は2023年に従来の形式では最後となる式（20歳を迎える学年の式）を1月に、19歳を迎える学年の式を3月に、2023年5月4日に年度を跨いで全員が18歳を迎えた学年の式を開き、2024年は18歳成人式を5月4日に挙行した。2024年の伊賀市長選挙では「18歳成人式を20歳の式に戻すこと」が争点の1つとなり、現職を破って当選した稲森稔尚は、2025年5月に開催予定であった18歳成人式を取りやめる考えを示した。美郷町は2023年1月3日の午前に20歳対象の成人式を、午後に19歳対象の成人式を、8月15日に18歳対象の成人式を開催した。この18歳成人式に参加した新成人は、通学する高等学校の制服を着用していた。別海町（北海道）では18歳成人式の挙行を予定していたが、町民の8割が反対したため、20歳成人式を維持することを決定した。
また、成年であるか否か、成人式に参加するか否かにかかわらず、20歳未満の飲酒・喫煙は法律で禁止されている。

#### 令和4年度（2023年）以降の自治体の方針例
| 自治体   | 名称                             | 対象 | 出典   |
| -------- | -------------------------------- | ---- | ------ |
| 新宿区   | はたちのつどい（変更なし）       | 20歳 | [ 24 ] |
| 渋谷区   | はたちのつどい                   | 20歳 | [ 25 ] |
| 世田谷区 | 二十歳のつどい（仮称）           | 20歳 | [ 26 ] |
| 大阪市   | 成人の日記念のつどい（変更なし） | 20歳 | [ 27 ] |
| 横浜市   | 二十歳の市民を祝うつどい         | 20歳 | [ 28 ] |
| 名古屋市 | 成人の日記念行事                 | 20歳 | [ 29 ] |
| 札幌市   | 成人の日行事                     | 20歳 | [ 30 ] |
| 福岡市   | はたちのつどい（変更なし）       | 20歳 | [ 31 ] |

## 開催日

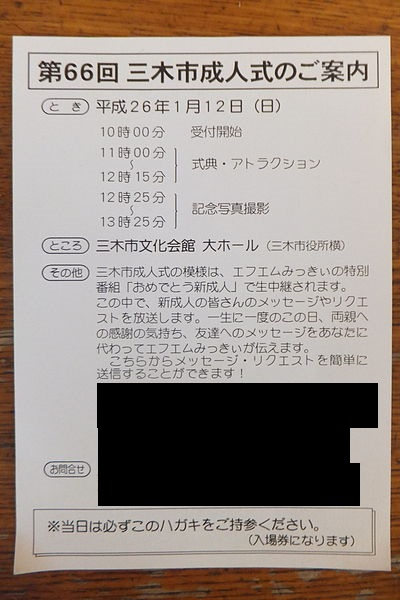
成人式を開催するお知らせ葉書
例えば、兵庫県三木市では地元を離れている人などの参加しやすさを考慮して成人の日の前日の日曜日に開催した

成人式の式典は、成人の日、またはその前日（常に日曜日になる）に開かれることが多いが、必ずしもそうでない地域もある。
成人の日以外での式典開催は、その年のゴールデンウィークやお盆（旧盆）、あるいは正月三が日から松の内に行う市区町村も多い。例えば2017年度の新潟県においては、本来の成人の日である1月8日に実施する事例は全くなく、前日の1月7日が2市（2会場）のみで、残りは3・4・5・8月のいずれかに行われている。
特に豪雪地では、1月よりも温暖であり（雪で晴れ着が汚れる問題もある）、また就職や進学で地元を離れる人が多い地域においては、実家に帰省する人が多い5月のゴールデンウィークや8月のお盆に実施する方が、参加しやすいためである。かつては1月に開催していた自治体も、5月（新潟県長岡市の5地域）や8月（新潟県長岡市の残りの6地域、和歌山県東牟婁郡太地町、石川県河北郡津幡町）に変更した自治体もある。
1988年度は昭和天皇の崩御直後だったことによる自粛により、2020年度は新型コロナウイルス感染拡大の影響の為、それぞれ式を中止したり、延期（再延期含む）する自治体があった。静岡県焼津市のように、2020年度は開催方式を変更した上で、予定通り実施する自治体もあった。

## 開催場所
たいていの場合、その市区町村内で多くの参加者を収容できる多目的ホールや大型体育館が使用される。政令指定都市や中核市のような大規模な市の場合は、全市まとめて1つの会場で行う市、行政区またはそれに準ずる地域毎に会場を設ける市、さらに細分化した地区毎に会場を設ける市と様々である。また、平成の大合併などによって面積が拡大した自治体も、合併前の自治体単位など参加しやすい区域毎に会場を設ける場合がある。
特徴的な開催場所としては地元のテーマパークで開催する自治体もある。例として1998年から2013年までの福岡県北九州市におけるスペースワールド（2018年1月1日午前2時で閉園）での成人式や、2002年以降続けられている千葉県浦安市での東京ディズニーリゾートでの成人式、愛知県安城市のデンパークでの成人式 などがある。
千葉県成田市では、例年成人式を開催していた会場施設が改修工事を行ったため、2015年1月は成田国際空港第2ターミナルビル前の屋外スペースで開催した。それ以降、2018年現在も続けられている。
兵庫県西宮市では、それまで成人式を開催していた会場がアクセスの不便さで不評であったこともあり、2020年より阪神甲子園球場を会場として使用している。式典では、サプライズで阪神タイガース関係者が参加者にビデオメッセージを送ることが恒例となっている。
名古屋市16区のうち、東区・中区・昭和区・熱田区を除く12区では、小学校の学区毎に、主に学校施設を使用して成人式を行っている。2018年開催の市内の成人式会場は、174会場にものぼる。
なお、成人式の参加に事前の申し込みが必要な自治体もある。また、会費制としているところもある（例えば、愛知県犬山市）。

## 問題

### 趣旨再定義の立ち遅れ
2004年3月に横浜市教育委員会が行った市民意識調査 によると、元来の趣旨である「新成人が、大人になったことを自覚するための行事」がほとんどの世代で最も多いものの、参加対象層である未成年、新成人、20代においては「友達同士が再会する『同窓会』のような行事」が約2割から3割に及んでいる。ほかに、20代以下の女性においては「スーツや晴れ着を着て、新成人が一堂に会する行事」が2割台に及んでおり、開催側のイベントの趣旨設定が、参加対象者層のイベントへの期待と乖離しつつあることがうかがえる。
上記の調査においては、高校生・未成年層では成人式に「参加したい」という回答が82.7%、「参加したくない」が17.2%となった。高校生・未成年層の回答において「参加しない理由」は「内容に興味がないから」が36.8%で最も多くなっている。歌手などによるコンサートなどのアトラクションについては、高校生・未成年・新成人において「必要である」とした回答が50%を超えた一方、市長や政治家の来賓等の紹介については、「必要ない」という回答が全ての世代で半数を超え、横浜市の提言書では「式典全体を冗長にし、内容を乏しくする一因となっている」と評している。

### 出席率の低下
もともと成人式は、法律の趣旨にもあるように、一定の年齢に達した青年を行政などが祝福・激励し、これに対して参加者が、責任ある自立した社会人としてより良い社会の創造に貢献していくことを決意し、それを広く社会に啓蒙するためのものだった。
しかし、1970年代に入ると受験戦争の激化による浪人が増え、加えて大学入試センター試験（旧大学共通第1次学力試験）と日時が重なって出席できなかった新成人も多く見られた。横浜市教委の市民意識調査 では新成人では成人式に「参加した」という回答は74.6%、「参加しなかった」は25.4%で、20代では「参加した」が 69.9%、「参加しなかった」は30.1%となっている。新成人・20代の回答では参加した理由としては「一生に一度のことなので、とりあえず参加した」が45%前後で最も多く、参加しなかった理由としては「仕事や勉強などで時間がなかったから」が新成人18.8%、20代28.2%で最も多かった。
最近では自治体が工夫し、出席率が上昇しているところもある。

### 都市部と郡部
都市化の進展で、郡部の成人式出席該当者が減少し、一方で都市部の該当者が顕著に増加した。
郡部では、高校卒業後に大学進学や就職などで都市部に出て行ってしまう者が多く、大学生は冬休みが終わっていたり、社会人も既に正月三が日に休みをとっていて1月15日の成人式のためだけに帰省するのは困難な状況であった。そのため、郡部ではお盆期間に成人式をする自治体が増加した。また、成人式の案内状は住民票などを基に送られる事も多く、故郷の成人式の案内状が来ないこともある。現住所と異なる市町村の成人式に出席したい場合は、自ら希望する市町村に申し出る必要がある。成人の日が第2月曜に移行した2000年ごとから地方部（中核市以下の市）ではその前日に行うケースも少なくない。またこの時期でも帰省が困難または帰省ができても物理的な負担が大きいなどとされお盆と異なり季節が同じに正月に行う例もある。

### モラルの低下
箱物行政と言われながら公共事業の予算が増加し続けた1990年後半までに、成人式の式典が充分開催できる施設が都市部でも拡充した。しかし、第二次ベビーブーム世代が成人式を迎えた1990年代前半が過ぎると、少子化の影響で成人となる者の数が減少の一途となっていった。1990年代末ともなると、都市部では式典会場の空席が目立つようになった。また、空席の増加により、従来会場内に入らなかったような層が会場内に入れるようになり、それまで会場外で行われていて問題とはならなかったようなことが顕在化してきた。例えば、私語が収まらない、会場内で携帯電話を使う、そして一部では、数人の新成人グループが会場で暴れ回って式を妨害するケースなども見受けられた。公務執行妨害を理由とした事件を中心に逮捕者が出るほどの騒ぎに発展した市町村もある（例、2001年における高松市）。また、成人の日が1月第2月曜日に移った2000年以降は、学齢方式を成人の対象とする自治体がほとんどになったことから、成人式が事実上中学や高校の同窓会的な意味合いで捉えられるようになってきた。
さらに、式に出席する若者が、外面的には着物で豪華に着飾っていても、会場では久し振りに会った友人との談笑などに熱中する余り、主催する自治体首長などの式辞・講演に関心を示さず式典が騒がしくなっている。その結果、本来一人前の大人としての決意をすべき場である成人式が、かえって若者のモラル低下を露見させる場となっている。

## 成人式ビジネス
成人式では単価の高い和服・呉服（特に女性の振袖）を着用する新成人が多いため、和装業界にとって最大の稼ぎ時と見られている。近年、日本人の和服離れが進み呉服店が減少の一途を辿る中で、若者に着物の良さをアピールする数少ない機会となっている。近年では男性が紋付袴などの着物で参加する姿も目立つ。和服は高価であるため、レンタルや母親からのお下がりで済ませる人も多い。
また、新成人の着付け・化粧・ヘアメイクなどをする美容業界にとっても、成人式の日は稼ぎ時である。その他、成人式前には、本格的に化粧を始める新成人に対してメイク講習会を行ったりして、自社の化粧品の売り込みを行う化粧品業界の動きがあり、また、式当日に着付けが終わった新成人が記念写真を撮る写真館でも宣伝に力を入れたりと、関連ビジネスの新成人に対する顧客獲得競争は熱を帯びている。
2018年には横浜市などで振袖販売などを手掛ける企業「はれのひ」が同年の成人の日に当たる1月8日に突然事業を停止したため、同社から購入またはレンタルで着付けを予約していた新成人らが晴れ着を着ることができず、式への参加をとりやめる者が出るなどの事態が発生した。同社には2年先の成人式に向けて予約金を払った客もおり、これについて和服業界の関係者は「少子化を背景に業者が顧客を先食いしている」と指摘している。
振袖は現在、女性にとって「成人式の制服」のような伝統となっているが、これは「作られた幻想」であり、着物プロデューサーの石崎功によると、第二次世界大戦中に贅沢品が禁じられ、壊滅状態になった着物業界が、昭和30年代（1950年代後半～1960年代前半）に復興策として成人式に着目し、上述の「元服」をヒントに、未婚女性の礼装である振袖を成人式に着てもらおうと、当時の百貨店が中心に動いたことがきっかけだという。現在では約2800億円とみられる和装市場のうち、成人式の振袖関連が700億円程度と重きをなしている。成人式の風習が広がり始めた当初から「女性は振袖」が定着していた訳ではなく、上述の「青年祭」の参加者の服装は、蕨市によると「男性は国民服、女性はもんぺ」だった。
一方で、派手な衣装を着用する新成人が多いことで知られる北九州市の成人式において、衣装を注文した新成人らが、「衣装代は支払わなくて良い」との誤った噂を信じ、衣装代を踏み倒すケースが見受けられるようになっており、貸衣装店側が新成人らに相次いで訴訟を起こしている。

## さまざまな成人式

### 社内成人式等
毎年高等学校卒業者を多く採用する事業所では、職場体制や企業方針などにより市町村が行う成人式に参加できない（参加させてもらえない）人も多くいる。
そのため、これらの業種では社員意識の向上も兼ねて社内（職場内）で独自に成人式、いわゆる「社内成人式」を実施する企業等もある。代表的なものに、はとバスや名鉄グループ、富士急行などがある。しかし、1990年代以降は不況や大学進学者の増加などで高等学校卒業者を採用しない企業等が増えたため、20歳を迎える従業員も減少し（就職氷河期も参照）、加えてリストラや経費削減も追い打ちをかけ、社内成人式を取り止めた企業等も多い。逆に、トヨタ自動車のお膝元である豊田市（ほとんどの会場）や、愛知県内のその周辺の一部の市町村では、同社の業務日程（トヨタカレンダー）に合わせて成人式の開催日をずらしている。
自衛隊や海上保安大学校などの全寮制の機関や事業所においても、勤務日程が故郷の成人式と重なって出席できない者もおり、各地の駐屯地や基地、海上保安大学校や防衛大学校などの教育施設において、個別に成人式を行っている。陸上自衛隊ではパーキングブレーキを解いたFH70（松山駐屯地） や戦車と綱引きをする（北恵庭駐屯地） など、駐屯地や部隊ごとにイベントを行っている。海上自衛隊の隊員の中でしらせに乗船中だった場合は、南極で成人式を行うこともある。
知的障害者更生施設など入所施設においても入所者の成人式を行っている。
芸能人やスポーツ選手など、プロフェッショナルの業界においても上記職業同様祝祭日が書き入れ時となる場合が多いため、芸能事務所等で成人式を実施する例もある。例としては以下があげられる。
- ジャニーズ事務所（現：SMILE-UP.）では、先輩タレントが立会人を務める中で新成人のメンバーたち（特にジャニーズJr.など）が明治神宮へ参拝する、いわゆる「ジャニーズ成人式」が恒例だった。しかし、2006年以降では2008年に簡易な成人式を実施した[78]のと、2023年に行われた程度に留まっている。
- 特異な例としては、AKB48では2020年まで姉妹グループと合同で同様の成人式を開催していた[79]。

### 各地の成人式
沖縄県石垣島の石垣市白保では、「成人者が公民館に村人を集め、成人した事の喜びと村への感謝を踊りで表現する」といった行事が伝統的に行われている。
熊本県阿蘇市では、2007年以降（開催が中止された2021年を除き）、佐藤義興市長がアカペラで歌謡曲を歌うのが恒例になっている。

## 成人式に類似するもの
近年では、新成人以外で一定年齢を迎える人に対してイベントを開催する例も増えている。

### 20歳未満を対象にしたもの
最近では、学校行事や総合的な学習の時間（総合学習）などで、20歳の半分の年齢である10歳（小学校4年生の時にほとんどの人は迎える）を対象に「1/2成人式」（にぶんのいちせいじんしき）、「十歳式」（じっさいしき）を開く小学校が全国的に増えている。
また一部の中学校は中学2年または3年になると学校行事として「立志式」（りっししき）、「立春式」（りっしゅんしき）、「少年式」（しょうねんしき）、「元服式」（げんぷくしき）を行うところがある。これは昔の成人式にあたる元服を迎える時期が現在の中学生の時期にあたるため、その風習を学ぶ意味合いも兼ねている。

### 20歳過ぎを対象にしたもの
被選挙権を得た25歳を祝う第二成人式（だいにせいじんしき）は、2010年（平成22年）1月11日の『成人の日』に、東京都中野区の中野サンプラザで開催された。
また、新たに30歳を迎える人への激励・祝福を行うイベントとして、2012年（平成24年）に、三十路式（みそじしき）が、神奈川県川崎市で、30歳の成人式が京都府与謝郡与謝野町で開かれた。地元を離れて疎遠になった同級生との絆の確認や、地域社会のつながりの強化を狙ったもので、三十路式は、神奈川県平塚市や北海道、大阪府、新潟市、如水会館、明治記念館など、30歳の成人式は北九州市、横浜市、福島県いわき市、福岡市、宮城県塩竈市、ホテルの宴会場などでも開催の動きが広がっている。
千葉県千葉市では、熊谷俊人市長（現：千葉県知事）と山里亮太（南海キャンディーズ・花見川区出身）が発起人となって、『40歳のW（20歳×2）成人式』が2018年から行われるようになった。
千葉県旭市では、25歳を迎える人を対象にした「もう一つの成人式」が2025年に開催された。これは、新型コロナウイルスのため開催できなかった2021年成人式の代替行事であり、当時の新成人が25歳を迎える年ということで実現したものである。
これらのほか、満80歳を迎える人を対象にした「熟年成人式」が新潟県燕市などで開催されている。

## 日本の皇族
天皇、皇太子及び皇太孫の成人年齢は、皇室典範により18才とされている。
1909年の皇室成年式令（明治42年2月11日皇室令第4号）から皇族のうちの天皇、皇太子及び皇太孫、親王、王については成年式が行われるようになったが、1947年の皇室令及附属法令廃止の件によって廃止された。皇族成年式は天皇および皇族が成年に達したときに行われる儀式であった。令によれば、天皇、皇太子および皇太孫は満18年、そのほかの皇族は満20年に達したときにおこなわれた。
天皇の場合、賢所の前で行われ（5条）、賢所、皇霊殿および神殿に奉告し、勅使に神宮、神武天皇山陵、先帝先后の山陵に奉幣させる（3条）。式がおわって皇霊殿および神殿に謁し、また太皇太后および皇太后に謁し、正殿に御して朝賀を受け、宮中で饗宴を賜う（5条以下）。
皇族の場合、賢所の前で行われ、おわって皇霊殿および神殿に謁し、天皇、皇后、太皇太后および皇太后に朝見する（9、11、12条）。
皇太子および皇太孫の場合、式日に賢所、皇霊殿および神殿に奉告し、式後、宮中で饗宴を賜う（10、12条）。

## 日本以外での事情
その他の国では日本のように成人年齢に達した事を全国一斉に祝うような祭典を行う国はほとんどない。
浦安市長の松崎秀樹がディズニーランドで成人式を行うことを計画し、アメリカのディズニー社に打診した際には「どうして20歳のお祝いを、わざわざディズニーランドでするのか」と疑問に思われたという。松崎も成人式が日本独自の習慣とは知らず中国や韓国でもやっていると思っていたという。
中華人民共和国などでは、成人となった時期（18歳）のイベントを成人式として表現することもある。
アメリカやカナダでは、スウィート16パーティー (Sweet 16 party)が誕生日に行われ、大人の仲間入りを祝う。主に中間層以上の女子が対象だが、近年は男子でも行う。州によっても異なるが、概ね16歳から自動車が運転できるようになる。
アメリカでは、15歳になるとナイフやライフルを子に贈って扱い方を教える家庭もある。
成人となる年齢は各国で異なるが、成人年齢のデータがある187の国・地域のうち、141の国・地域で成人年齢が18歳（16歳・17歳も含む）である。
（※世界各国の成年になる年齢については「世界における成人年齢一覧」を参照）

### 部族等の成年式
- かつて欧州諸国が進出したガンビアやセネガルのマンディンゴ族（マンディンカ）には、カンクラングという成年の儀式が存在する。口承によればコモ（komo）と呼ばれる秘密結社の儀式でもある[89]。
- ザンビアのルバレ族、チョクウェ族、ルチャジ族、ンブンダ族は、8〜12才の男児についてムカンダと呼ばれる成人式を行っている[90]。